# Ruhrtalbahn
| | |                                                                          |                                                                          |
| Streckennummer (DB): | 2400 |                                                                          |                                                                          |
| Kursbuchstrecke (DB): | 450.1, 450.3, 450.6, 450.7, 450.9, 450.11 |                                                                          |                                                                          |
| Kursbuchstrecke: | 231 (Düsseldorf Hbf – Essen-Werden 1946) 232 (Düsseldorf Hbf – Düsseldorf-Rath 1946) 230a (Essen-Werden – Kupferdreh Ruhrbr 1946) 232e (Altendorf (Ruhr) – Hattingen (Ruhr) 1946) 230b (Dahlhausen (Ruhr) – Hagen Hbf 1946) 233 (Wengern Ost – Hagen Hbf 1946) |                                                                          |                                                                          |
| Streckenlänge: | 80 km |                                                                          |                                                                          |
| Spurweite: | 1435 mm (Normalspur) |                                                                          |                                                                          |
| Stromsystem: | 15 kV 16,7 Hz ~ |                                                                          |                                                                          |
| Streckengeschwindigkeit: | 120 km/h |                                                                          |                                                                          |
| Zugbeeinflussung: | PZB |                                                                          |                                                                          |
| Zweigleisigkeit: | Düsseldorf Hbf – Essen-Werden Essen-Kupferdreh – Essen-Überruhr Bochum-Dahlhausen – Hattingen Wengern Ost – Hagen Hbf |                                                                          |                                                                          |
| | |                                                                          |                                                                          |
| \| \| \| \| \| \| \| \| von Köln und von Mönchengladbach \| \| \| \| \| \| \| \| \| 0,0 \| Düsseldorf Hbf \| Düsseldorf Hbf \| \| \| 1,1 \| Düsseldorf Wehrhahn \| Düsseldorf Wehrhahn \| \| \| 2,1 \| Düsseldorf-Zoo \| Düsseldorf-Zoo \| \| \| 3,3 \| Düsseldorf-Derendorf \| Düsseldorf-Derendorf \| \| \| \| \| \| \| \| 4,0 \| Abzw Düsseldorf-Derendorf zur Bahnstrecke Köln–Duisburg \| Abzw Düsseldorf-Derendorf zur Bahnstrecke Köln–Duisburg \| \| \| \| \| \| \| \| \| \| \| \| \| 5,4 \| Abzw Vogelsang zum Güterbahnhof Düsseldorf-Derendorf \| Abzw Vogelsang zum Güterbahnhof Düsseldorf-Derendorf \| \| \| \| \| \| \| \| 6,0 \| Düsseldorf-Rath Mitte \| Düsseldorf-Rath Mitte \| \| \| \| Strecke von Troisdorf \| \| \| \| 7,0+139 \| Düsseldorf-Rath \| Düsseldorf-Rath \| \| \| \| Strecke nach Mülheim-Speldorf \| \| \| \| 7,0+2194,07,1+0,0 \| \| \| \| \| 9,6+470,09,7+70,0 \| \| \| \| \| 9,836 \| Ratingen Ost \| Ratingen Ost \| \| \| 11,110,8 \| Wechsel der Kilometrierung \| Wechsel der Kilometrierung \| \| \| \| Angertalbahn \| \| \| \| \| A 3 \| \| \| \| 15,5 \| Hösel Kleinbahn Heiligenhaus–Hösel \| Hösel Kleinbahn Heiligenhaus–Hösel \| \| \| \| B 227 \| \| \| \| \| Höseler Tunnel (326 m, eingleisig) \| \| \| \| \| Niederbergbahn von Heiligenhaus \| \| \| \| \| Untere Ruhrtalbahn nach Mülheim-Styrum \| \| \| \| 19,4 \| Kettwig Stausee \| Kettwig Stausee \| \| \| \| Ruhr, Eisenbahnbrücke Kettwig, Kettwiger See \| \| \| \| \| \| \| \| \| 20,7 \| Kettwig \| Kettwig \| \| \| 25,0 \| Essen-Werden (alter Bf) \| Essen-Werden (alter Bf) \| \| \| 25,3 \| Essen-Werden \| Essen-Werden \| \| \| 25,9 \| Abzw. Baldeney \| Abzw. Baldeney \| \| \| \| Strecke nach Essen Hbf \| \| \| \| 31,6 \| Essen-Heisingen \| Essen-Heisingen \| \| \| 33,0 \| Kupferdreh Ruhrbrücke \| Kupferdreh Ruhrbrücke \| \| \| \| Ruhr (Baldeneysee) \| \| \| \| \| Hespertalbahn von Haus Scheppen \| \| \| \| \| \| \| \| \| 33,7 \| Awanst Essen-Kupferdreh Hespertalbahn ehem. Keilbahnhof Essen-Kupferdreh \| Awanst Essen-Kupferdreh Hespertalbahn ehem. Keilbahnhof Essen-Kupferdreh \| \| \| \| \| \| \| \| 33,7 \| Strecke von Wuppertal-Vohwinkel \| Strecke von Wuppertal-Vohwinkel \| \| \| 36,5 \| Essen-Holthausen \| Essen-Holthausen \| \| \| 37,8 \| Essen-Überruhr \| Essen-Überruhr \| \| \| 37,8 \| Abzw Essen-Überruhr \| Abzw Essen-Überruhr \| \| \| \| Strecke nach Essen-Steele Ost \| \| \| \| 41,7 \| Anst Zeche Theodor \| Anst Zeche Theodor \| \| \| \| Strecke von Mülheim-Heißen \| \| \| \| \| \| \| \| \| 42,7 \| Altendorf (Ruhr) \| Altendorf (Ruhr) \| \| \| \| zur Zeche Altendorf \| \| \| \| \| Ruhr, Eisenbahnbrücke Dahlhausen \| \| \| \| \| \| \| \| \| \| \| \| \| \| \| Strecke von Essen-Steele Ost / von Abzw Bochum-Dahlhausen Bez West \| \| \| \| \| \| \| \| \| 44,1 \| Bochum-Dahlhausen Eisenbahnmuseum \| Bochum-Dahlhausen Eisenbahnmuseum \| \| \| 45,1 \| Bochum-Dahlhausen \| Bochum-Dahlhausen \| \| \| \| ehem. Strecke nach Bochum-Weitmar \| \| \| \| \| \| \| \| \| 48,5 \| Hattingen (Ruhrbrücke) \| Hattingen (Ruhrbrücke) \| \| \| \| Ruhr \| \| \| \| \| \| \| \| \| 49,4 \| Hattingen (Ruhr) Keilbahnhof \| Hattingen (Ruhr) Keilbahnhof \| \| \| \| ehem. Strecke nach Wuppertal \| \| \| \| \| City-Tunnel Hattingen (100 m, eingleisig) \| \| \| \| 1,2 \| Hattingen (Ruhr) Mitte \| Hattingen (Ruhr) Mitte \| \| \| \| \| \| \| \| 51,0 \| Hattingen (Ruhr) Thyssen (Anst) \| Hattingen (Ruhr) Thyssen (Anst) \| \| \| 51,5 \| Welper (Bbf) \| Welper (Bbf) \| \| \| 52,7 \| Hattingen (Ruhr) Henrichshütte \| Hattingen (Ruhr) Henrichshütte \| \| \| \| Welper Tunnel (74 m) \| \| \| \| 54,7 \| Blankenstein (Ruhr) Burg \| Blankenstein (Ruhr) Burg \| \| \| \| Kleinbahn Bossel–Blankenstein \| \| \| \| 56,6 \| Blankenstein (Ruhr) \| Blankenstein (Ruhr) \| \| \| 59,2 \| Herbede \| Herbede \| \| \| 61,0 \| Ruine Hardenstein \| Ruine Hardenstein \| \| \| 62,5 \| Zeche Nachtigall \| Zeche Nachtigall \| \| \| 62,7 \| Witten-Bommern Gbf \| Witten-Bommern Gbf \| \| \| 64,1 \| Witten-Bommern Hp \| Witten-Bommern Hp \| \| \| \| Bahnstrecke Witten–Schwelm \| \| \| \| 67,5 \| Wengern Ost \| Wengern Ost \| \| \| 68,0 \| Thyssen (Anst) \| Thyssen (Anst) \| \| \| 70,0 \| Oberwengern \| Oberwengern \| \| \| 70,8 \| Schockemöhle (Wilshaus) (Anst) \| Schockemöhle (Wilshaus) (Anst) \| \| \| 72,0 \| Volmarstein \| Volmarstein \| \| \| \| von Dortmund Hbf \| \| \| \| \| Bahnstrecke Düsseldorf-Derendorf–Dortmund Süd \| \| \| \| 76,0 \| Hagen-Vorhalle \| Hagen-Vorhalle \| \| \| \| von Herdecke \| \| \| \| \| nach Hagen-Eckesey \| \| \| \| \| obere Ruhrtalbahn nach Schwerte \| \| \| \| \| Volme \| \| \| \| \| obere Ruhrtalbahn von Schwerte \| \| \| \| 80,2 \| Hagen Hbf \| Hagen Hbf \| \| \| \| nach Wuppertal \| \| | |                                                                          |                                                                          |
| | |                                                                          |                                                                          |
| Strecke | | von Köln und von Mönchengladbach                                         | von Köln und von Mönchengladbach                                         |
| | |                                                                          |                                                                          |
| Bahnhof mit S-Bahn-Halt | 0,0 | Düsseldorf Hbf                                                           | Düsseldorf Hbf                                                           |
| S-Bahnhof | 1,1 | Düsseldorf Wehrhahn                                                      | Düsseldorf Wehrhahn                                                      |
| S-Bahn-Halt | 2,1 | Düsseldorf-Zoo                                                           | Düsseldorf-Zoo                                                           |
| S-Bahn-Halt | 3,3 | Düsseldorf-Derendorf                                                     | Düsseldorf-Derendorf                                                     |
| | |                                                                          |                                                                          |
| Abzweig geradeaus und nach links | 4,0 | Abzw Düsseldorf-Derendorf zur Bahnstrecke Köln–Duisburg                  | Abzw Düsseldorf-Derendorf zur Bahnstrecke Köln–Duisburg                  |
| | |                                                                          |                                                                          |
| | |                                                                          |                                                                          |
| Abzweig geradeaus und von links | 5,4 | Abzw Vogelsang zum Güterbahnhof Düsseldorf-Derendorf                     | Abzw Vogelsang zum Güterbahnhof Düsseldorf-Derendorf                     |
| | |                                                                          |                                                                          |
| S-Bahn-Halt | 6,0 | Düsseldorf-Rath Mitte                                                    | Düsseldorf-Rath Mitte                                                    |
| Abzweig geradeaus und von rechts | | Strecke von Troisdorf                                                    | Strecke von Troisdorf                                                    |
| S-Bahnhof | 7,0+139 | Düsseldorf-Rath                                                          | Düsseldorf-Rath                                                          |
| Abzweig geradeaus und nach links | | Strecke nach Mülheim-Speldorf                                            | Strecke nach Mülheim-Speldorf                                            |
| Kilometer-Wechsel | 7,0+2194,07,1+0,0 |                                                                          |                                                                          |
| Kilometer-Wechsel | 9,6+470,09,7+70,0 |                                                                          |                                                                          |
| S-Bahnhof | 9,836 | Ratingen Ost                                                             | Ratingen Ost                                                             |
| Kilometer-Wechsel | 11,110,8 | Wechsel der Kilometrierung                                               | Wechsel der Kilometrierung                                               |
| Kreuzung geradeaus oben | | Angertalbahn                                                             | Angertalbahn                                                             |
| Strecke mit Straßenbrücke | | A 3                                                                      | A 3                                                                      |
| S-Bahnhof | 15,5 | Hösel Kleinbahn Heiligenhaus–Hösel                                       | Hösel Kleinbahn Heiligenhaus–Hösel                                       |
| Strecke mit Straßenbrücke | | B 227                                                                    | B 227                                                                    |
| Tunnel | | Höseler Tunnel (326 m, eingleisig)                                       | Höseler Tunnel (326 m, eingleisig)                                       |
| Abzweig geradeaus und ehemals von rechts | | Niederbergbahn von Heiligenhaus                                          | Niederbergbahn von Heiligenhaus                                          |
| | | Untere Ruhrtalbahn nach Mülheim-Styrum                                   |                                                                          |
| S-Bahn-Halt · Haltepunkt / Haltestelle (Strecke außer Betrieb) | 19,4 | Kettwig Stausee                                                          | Kettwig Stausee                                                          |
| Brücke über Wasserlauf · Brücke über Wasserlauf (Strecke außer Betrieb) | | Ruhr, Eisenbahnbrücke Kettwig, Kettwiger See                             | Ruhr, Eisenbahnbrücke Kettwig, Kettwiger See                             |
| Verschwenkung nach links · Verschwenkung nach rechts (Strecke außer Betrieb) | |                                                                          |                                                                          |
| S-Bahnhof | 20,7 | Kettwig                                                                  | Kettwig                                                                  |
| ehemaliger Bahnhof | 25,0 | Essen-Werden (alter Bf)                                                  | Essen-Werden (alter Bf)                                                  |
| S-Bahnhof | 25,3 | Essen-Werden                                                             | Essen-Werden                                                             |
| ehemalige Blockstelle | 25,9 | Abzw. Baldeney                                                           | Abzw. Baldeney                                                           |
| Abzweig ehemals geradeaus und nach links | | Strecke nach Essen Hbf                                                   | Strecke nach Essen Hbf                                                   |
| Bahnhof (Strecke außer Betrieb) | 31,6 | Essen-Heisingen                                                          | Essen-Heisingen                                                          |
| Haltepunkt / Haltestelle (Strecke außer Betrieb) | 33,0 | Kupferdreh Ruhrbrücke                                                    | Kupferdreh Ruhrbrücke                                                    |
| Brücke über Wasserlauf (Strecke außer Betrieb) | | Ruhr (Baldeneysee)                                                       | Ruhr (Baldeneysee)                                                       |
| Abzweig ehemals geradeaus und von rechts | | Hespertalbahn von Haus Scheppen                                          | Hespertalbahn von Haus Scheppen                                          |
| | |                                                                          |                                                                          |
| Blockstelle | 33,7 | Awanst Essen-Kupferdreh Hespertalbahn ehem. Keilbahnhof Essen-Kupferdreh | Awanst Essen-Kupferdreh Hespertalbahn ehem. Keilbahnhof Essen-Kupferdreh |
| | |                                                                          |                                                                          |
| Abzweig geradeaus und von rechts | 33,7 | Strecke von Wuppertal-Vohwinkel                                          | Strecke von Wuppertal-Vohwinkel                                          |
| S-Bahn-Halt | 36,5 | Essen-Holthausen                                                         | Essen-Holthausen                                                         |
| S-Bahn-Halt | 37,8 | Essen-Überruhr                                                           | Essen-Überruhr                                                           |
| Überleitstelle / Spurwechsel | 37,8 | Abzw Essen-Überruhr                                                      | Abzw Essen-Überruhr                                                      |
| Abzweig ehemals geradeaus und nach links | | Strecke nach Essen-Steele Ost                                            | Strecke nach Essen-Steele Ost                                            |
| Blockstelle (Strecke außer Betrieb) | 41,7 | Anst Zeche Theodor                                                       | Anst Zeche Theodor                                                       |
| Strecke von links (außer Betrieb) · Kreuzung geradeaus unten (Strecken außer Betrieb) | | Strecke von Mülheim-Heißen                                               | Strecke von Mülheim-Heißen                                               |
| Strecke nach links (außer Betrieb) · Abzweig geradeaus und von rechts (Strecke außer Betrieb) | |                                                                          |                                                                          |
| Bahnhof (Strecke außer Betrieb) | 42,7 | Altendorf (Ruhr)                                                         | Altendorf (Ruhr)                                                         |
| Abzweig geradeaus und nach rechts (Strecke außer Betrieb) | | zur Zeche Altendorf                                                      | zur Zeche Altendorf                                                      |
| Brücke über Wasserlauf (Strecke außer Betrieb) | | Ruhr, Eisenbahnbrücke Dahlhausen                                         | Ruhr, Eisenbahnbrücke Dahlhausen                                         |
| Verschwenkung von rechts (Strecke außer Betrieb) | |                                                                          |                                                                          |
| | |                                                                          |                                                                          |
| Strecke von links · Kreuzung geradeaus unten (Strecke geradeaus außer Betrieb) | | Strecke von Essen-Steele Ost / von Abzw Bochum-Dahlhausen Bez West       | Strecke von Essen-Steele Ost / von Abzw Bochum-Dahlhausen Bez West       |
| | |                                                                          |                                                                          |
| Strecke · Dienststation / Betriebs- oder Güterbahnhof | 44,1 | Bochum-Dahlhausen Eisenbahnmuseum                                        | Bochum-Dahlhausen Eisenbahnmuseum                                        |
| S-Bahnhof · Bahnhof | 45,1 | Bochum-Dahlhausen                                                        | Bochum-Dahlhausen                                                        |
| Strecke · Abzweig geradeaus und ehemals nach links | | ehem. Strecke nach Bochum-Weitmar                                        | ehem. Strecke nach Bochum-Weitmar                                        |
| Verschwenkung nach links · Verschwenkung nach rechts | |                                                                          |                                                                          |
| ehemaliger Haltepunkt / Haltestelle | 48,5 | Hattingen (Ruhrbrücke)                                                   | Hattingen (Ruhrbrücke)                                                   |
| Brücke über Wasserlauf | | Ruhr                                                                     | Ruhr                                                                     |
| Verschwenkung von links · Verschwenkung von rechts | |                                                                          |                                                                          |
| S-Bahnhof · Bahnhof | 49,4 | Hattingen (Ruhr) Keilbahnhof                                             | Hattingen (Ruhr) Keilbahnhof                                             |
| Abzweig geradeaus und ehemals nach rechts · Strecke | | ehem. Strecke nach Wuppertal                                             | ehem. Strecke nach Wuppertal                                             |
| Tunnelanfang · Strecke | | City-Tunnel Hattingen (100 m, eingleisig)                                | City-Tunnel Hattingen (100 m, eingleisig)                                |
| S-Bahn-Halt Streckenende (im Tunnel) · Strecke | 1,2 | Hattingen (Ruhr) Mitte                                                   | Hattingen (Ruhr) Mitte                                                   |
| Verschwenkung nach rechts | |                                                                          |                                                                          |
| Blockstelle | 51,0 | Hattingen (Ruhr) Thyssen (Anst)                                          | Hattingen (Ruhr) Thyssen (Anst)                                          |
| ehemaliger Dienststation / Betriebs- oder Güterbahnhof | 51,5 | Welper (Bbf)                                                             | Welper (Bbf)                                                             |
| Haltepunkt / Haltestelle | 52,7 | Hattingen (Ruhr) Henrichshütte                                           | Hattingen (Ruhr) Henrichshütte                                           |
| Tunnel | | Welper Tunnel (74 m)                                                     | Welper Tunnel (74 m)                                                     |
| Haltepunkt / Haltestelle | 54,7 | Blankenstein (Ruhr) Burg                                                 | Blankenstein (Ruhr) Burg                                                 |
| Abzweig geradeaus und ehemals von rechts | | Kleinbahn Bossel–Blankenstein                                            | Kleinbahn Bossel–Blankenstein                                            |
| Bahnhof | 56,6 | Blankenstein (Ruhr)                                                      | Blankenstein (Ruhr)                                                      |
| Bahnhof | 59,2 | Herbede                                                                  | Herbede                                                                  |
| Haltepunkt / Haltestelle | 61,0 | Ruine Hardenstein                                                        | Ruine Hardenstein                                                        |
| Haltepunkt / Haltestelle | 62,5 | Zeche Nachtigall                                                         | Zeche Nachtigall                                                         |
| ehemaliger Dienststation / Betriebs- oder Güterbahnhof | 62,7 | Witten-Bommern Gbf                                                       | Witten-Bommern Gbf                                                       |
| Haltepunkt / Haltestelle | 64,1 | Witten-Bommern Hp                                                        | Witten-Bommern Hp                                                        |
| Kreuzung geradeaus unten | | Bahnstrecke Witten–Schwelm                                               | Bahnstrecke Witten–Schwelm                                               |
| Bahnhof | 67,5 | Wengern Ost                                                              | Wengern Ost                                                              |
| ehemalige Blockstelle | 68,0 | Thyssen (Anst)                                                           | Thyssen (Anst)                                                           |
| ehemaliger Bahnhof | 70,0 | Oberwengern                                                              | Oberwengern                                                              |
| ehemalige Blockstelle | 70,8 | Schockemöhle (Wilshaus) (Anst)                                           | Schockemöhle (Wilshaus) (Anst)                                           |
| ehemaliger Bahnhof | 72,0 | Volmarstein                                                              | Volmarstein                                                              |
| Abzweig geradeaus und von links | | von Dortmund Hbf                                                         | von Dortmund Hbf                                                         |
| Kreuzung geradeaus unten (Querstrecke außer Betrieb) | | Bahnstrecke Düsseldorf-Derendorf–Dortmund Süd                            | Bahnstrecke Düsseldorf-Derendorf–Dortmund Süd                            |
| Bahnhof mit S-Bahn-Halt | 76,0 | Hagen-Vorhalle                                                           | Hagen-Vorhalle                                                           |
| Abzweig geradeaus und von links | | von Herdecke                                                             | von Herdecke                                                             |
| Abzweig geradeaus und nach rechts | | nach Hagen-Eckesey                                                       | nach Hagen-Eckesey                                                       |
| Abzweig geradeaus und nach links | | obere Ruhrtalbahn nach Schwerte                                          | obere Ruhrtalbahn nach Schwerte                                          |
| Brücke über Wasserlauf | | Volme                                                                    | Volme                                                                    |
| Abzweig geradeaus und von links | | obere Ruhrtalbahn von Schwerte                                           | obere Ruhrtalbahn von Schwerte                                           |
| Bahnhof mit S-Bahn-Halt | 80,2 | Hagen Hbf                                                                | Hagen Hbf                                                                |
| Strecke | | nach Wuppertal                                                           | nach Wuppertal                                                           |

Die Ruhrtalbahn ist eine teilweise historische Eisenbahnstrecke von Düsseldorf-Rath über Essen-Kupferdreh, Bochum-Dahlhausen, Hattingen, Hattingen-Welper, Hattingen-Blankenstein, Witten-Herbede, Hagen-Vorhalle und Schwerte nach Warburg. Sie wurde 1870 bis 1876 von der Bergisch-Märkischen Eisenbahn-Gesellschaft (BME) errichtet, einer der drei damaligen, großen privaten Eisenbahngesellschaften im Ruhrgebiet. Die Strecke gilt als Beispiel dafür, dass Flusstäler wegen ihrer in der Regel gleichmäßigen Steigung seinerzeit für die Anlage von Eisenbahnstrecken besonders gut geeignet waren.
Die Ruhrtalbahn diente in erster Linie der Kohleabfuhr zum Hafen Ruhrort unter Umgehung des Heißener Berges. Anschlussbahnen sorgten hier für ein hohes Verkehrsaufkommen in der Blütezeit des Steinkohlenbergbaus an der Ruhr und bedingt durch die Stahlerzeugung auf der Henrichshütte in Hattingen.
Neben der Ruhrtalbahn, die in ihrem westlichsten Abschnitt von Kettwig bis Düsseldorf nicht an der Ruhr entlangführt, existierte noch die Untere Ruhrtalbahn von Kettwig durch das Ruhrtal nach Styrum. Bis 1978 erfolgte hier aber die Stilllegung und danach der Abbau.

## Geschichte

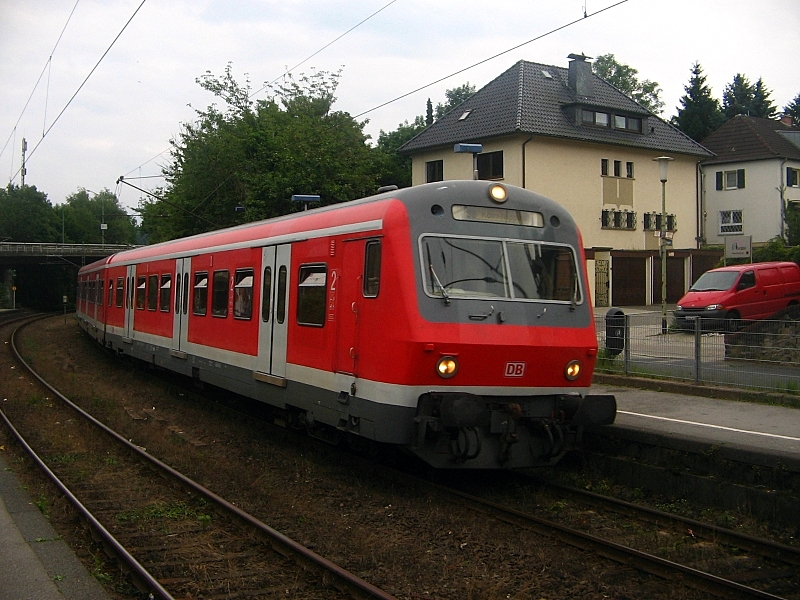
S-Bahn im Bahnhof Essen-Werden

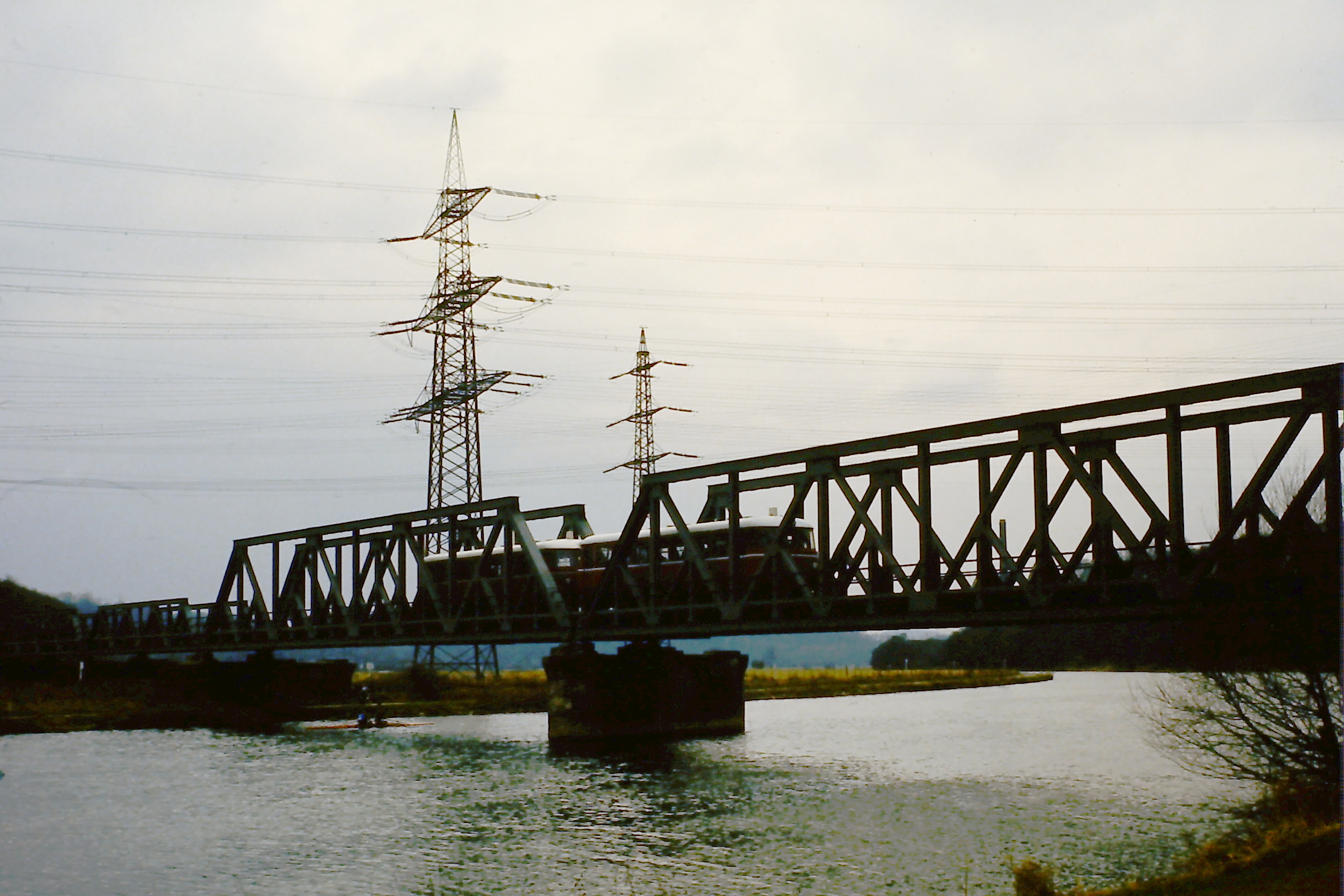
Eisenbahnbrücke über die Ruhr zwischen Essen-Burgaltendorf und Bochum-Dahlhausen

### Stammstrecke
Die Stammstrecke der Ruhrtalbahn führt seit 1872 zunächst von Oberbilk BME (nicht zu verwechseln mit dem heutigen Haltepunkt Düsseldorf-Oberbilk) über Grafenberg, Rath BME (heutige Station Oberrath an der Rheinbahn-Linie U 72) und Ratingen Ost durch den Höseler Tunnel / Höseler Berg und mit einer Brücke über die Ruhr ins Tal nach Kettwig, verläuft auf der rechten (d. h. nördlichen) Flussseite via Werden nach Heisingen. Nachfolgend wird die Ruhr auf der dortigen Eisenbahnbrücke nach Kupferdreh überquert. Die Betriebsaufnahme dieses Streckenabschnitts erfolgte am 1. Februar 1872. Von dort war sie bis Überruhr mit der schon seit 1847 bestehenden Bahnstrecke Wuppertal-Vohwinkel–Essen-Überruhr vereint, die 1863 nach Übernahme durch die Bergisch-Märkische Eisenbahn über die neue Ruhrbrücke Steele und Steele Hbf mit den Strecken Witten/Dortmund–Oberhausen/Duisburg sowie Steele Hbf–Dahlhausen (Ruhr) verbunden worden war. Am 1. Juni 1874 erfolgte zusätzlich der Bau einer zweiten Verbindung auf der gegenüberliegenden (südlichen) Ruhrseite über Altendorf (Ruhr) mit einer weiteren Ruhrbrücke nach Dahlhausen. 1877 wurde die Strecke von Werden nach Essen Hbf gebaut.
Ab 1926 zweigte etwa dort, wo später der Haltepunkt Kettwig Stausee entstand (damals Blockstelle Pusch), die Niederbergbahn nach Wülfrath über Heiligenhaus und Velbert ab. Die Teilstrecke bis Heiligenhaus wurde bereits 1960 wieder stillgelegt.

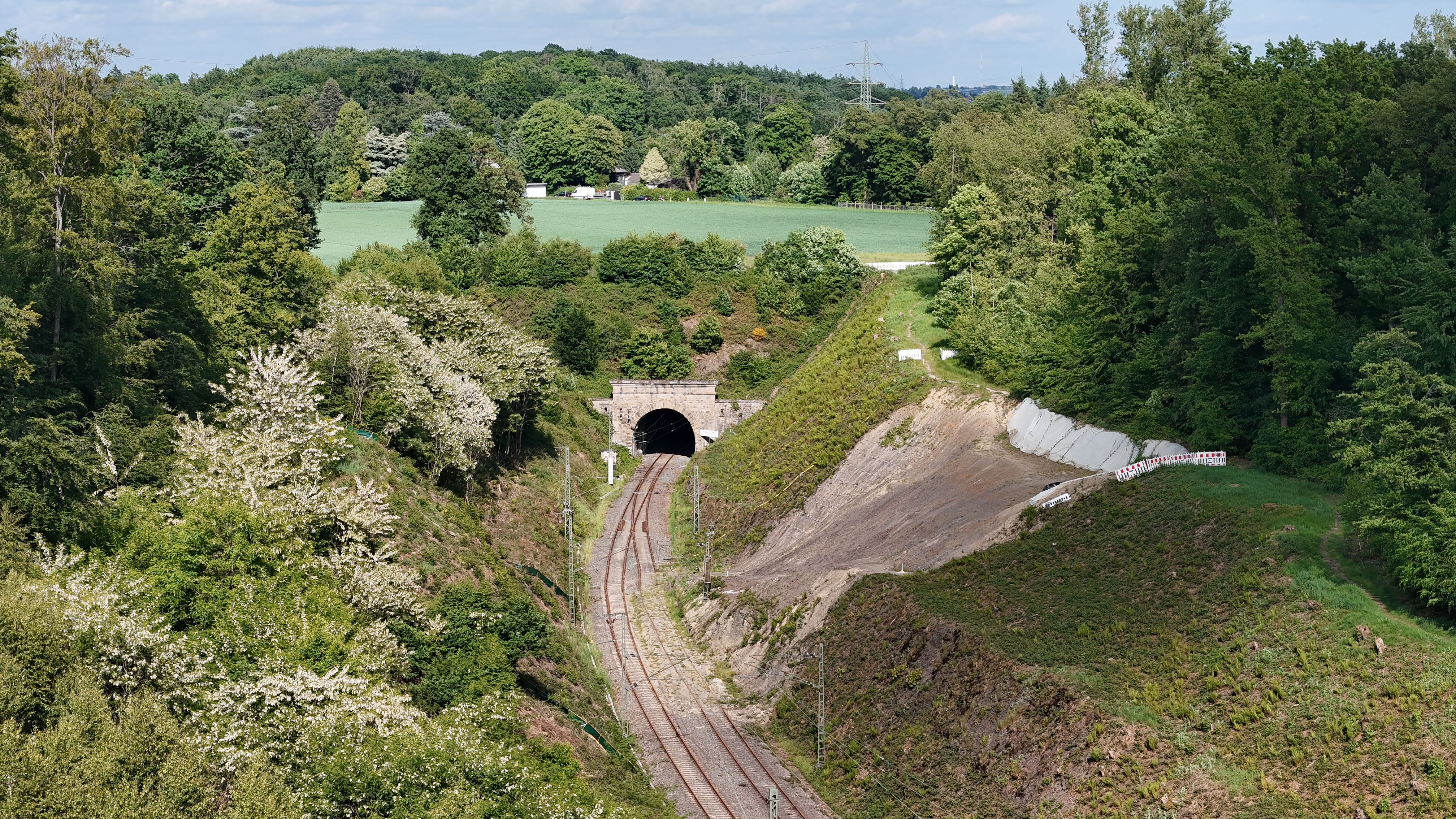
Die nach einem Hangrutsch 2024 beschädigte Strecke vor dem Höseler Tunnel

Mitte Januar 2024 kam es westlich des Höseler Tunnels zu einem Hangrutsch, sodass die Strecke in dem Abschnitt für ca. zwei Jahre gesperrt werden musste. Am 13. März 2025 erteilte das Eisenbahn-Bundesamt die Plangenehmigung für die Instandsetzung der betroffenen Stelle. Ende Mai 2025 gab die Deutsche Bahn bekannt, dass die Instandsetzung begonnen habe und sie plant, den Bahnbetrieb noch im selben Jahr, sieben Monate früher als ursprünglich geplant, wieder aufzunehmen.

### Untere Ruhrtalbahn
Seit 1876 mündete in Kettwig über eine tiefer liegende Brücke die Untere Ruhrtalbahn in die Ruhrtalbahn ein. Die Strecke zweigte in Styrum von der Stammlinie Duisburg–Essen–Witten ab und verlief auf der linken Ruhrseite über Broich, Saarn, Mintard und Kettwig vor der Brücke. In Broich befand sich eine Verbindungskurve zur Rheinischen Bahn mit Anschluss zum Bahnhof Speldorf.
Im Zweiten Weltkrieg wurden die beiden nebeneinanderliegenden Kettwiger Eisenbahnbrücken über die Ruhr sowie auch diejenige der Unteren Ruhrtalbahn bei Styrum zerstört. Wiederaufgebaut wurde in Kettwig nur das obere Brückenbauwerk im Zuge der Ruhrtalbahn Kettwig–Düsseldorf. Die Personenzüge der Unteren Ruhrtalbahn endeten von Mülheim kommend anfangs in Kettwig vor der Brücke, ab 1953 in einem provisorischen Endhaltepunkt unterhalb des Bahnhofs Kettwig Stausee, wo zwischen den beiden getrennten Strecken umgestiegen werden konnte. Die zerstörte Brücke wurde nicht wieder aufgebaut, heute zeugt nur noch ein im Kettwiger Stausee stehender Pfeiler von dem früheren unteren Brückenbauwerk.
In Mülheim war der Bahnhof Speldorf an Stelle von Styrum und Mülheim neuer Endpunkt der Ruhrtalbahn. Sämtliche aus Richtung Speldorf kommenden Personenzüge mussten die Verbindungskurve in Broich durchfahren, um anschließend rückwärts an den Bahnsteig im Bahnhof Broich zurückgedrückt zu werden. Anschließend konnte der Zug in Richtung Kettwig weiterfahren. Züge aus Kettwig machten die Prozedur in umgekehrter Reihenfolge. Lokomotiven wurden statt vom Bahnbetriebswerk (Bw) Styrum vom Bw Speldorf aus versorgt.

### Mittlere Ruhrtalbahn

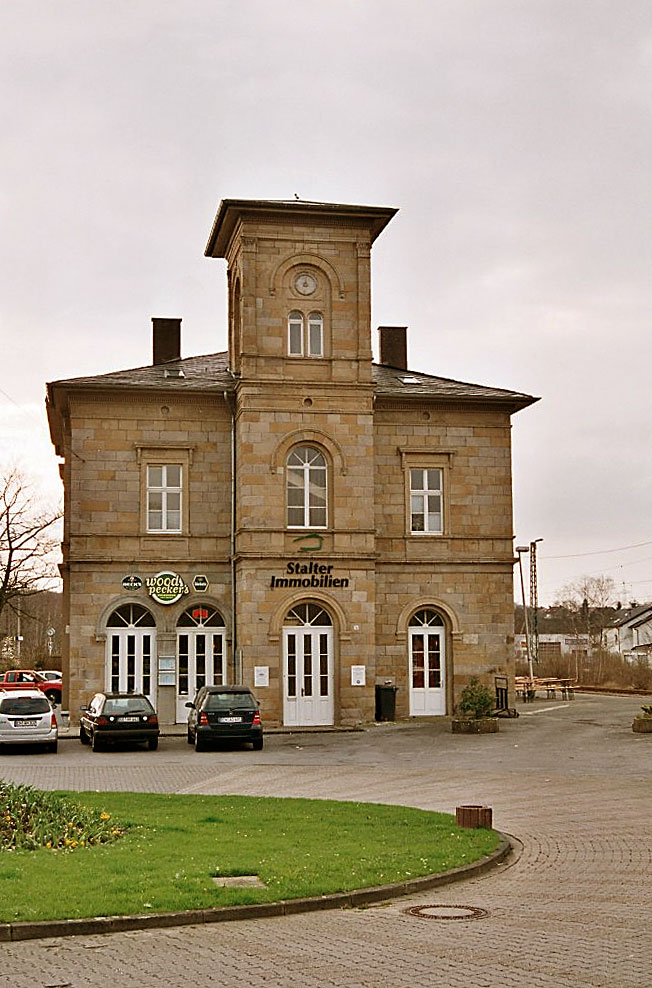
Bahnhof Hattingen (Ruhr) an der Ruhrtalbahn

Die Mittlere Ruhrtalbahn wurde am 28. Dezember 1869 von Dahlhausen (Ruhr) über Hattingen auf der linken (südlichen) Ruhrseite bis zur Henrichshütte in Welper in Betrieb genommen. Am 1. Juni 1874 wurde sie über Herbede und Wengern Ost nach Herdecke (heute: Vorhalle) erweitert.
Von ihr zweigt seit 1987 eine etwa einen Kilometer lange Strecke nach Hattingen (Ruhr) Mitte ab. Sie wurde beim S-Bahn-Bau errichtet, um einen besseren Anschluss der Hattinger Innenstadt sowie des regionalen Busverkehrs an die S-Bahn zu ermöglichen.

### Obere Ruhrtalbahn
Die Obere Ruhrtalbahn verläuft seit 1870 von Schwerte, dem Flusslauf folgend, über Fröndenberg/Ruhr nach Arnsberg, seit 1871 bis Meschede, seit 1872 bis Bestwig und seit 1873 über Brilon-Wald nach Warburg. Im Elleringhauser Tunnel nahe Olsberg überwindet sie die Wasserscheide zwischen Rhein und Weser.

## Stilllegungen
Der Personenverkehr wurde 1959 zwischen Überruhr und Dahlhausen, 1965 zwischen Werden und Kupferdreh und 1968 zwischen Mülheim und Kettwig Stausee aufgegeben, der Güterverkehr auf diesen drei Teilstrecken folgte abschnittsweise 1966/1968, 1965/1978 und 1968/1978; diese Abschnitte sind danach abgebaut worden.
Auf dem Abschnitt Hattingen–Wengern Ost wurde der öffentliche Personenverkehr am 23. Mai 1971 eingestellt.

## Heutige Nutzung

### Öffentlicher Personennahverkehr
Zurzeit werden im Öffentlichen Personennahverkehr die Streckenabschnitte
- Düsseldorf – Essen-Werden von der S 6,
- Düsseldorf-Grafenberg (Schlüterstraße/Arbeitsagentur) – D-Rath (Hubertushain) von der Stadtbahn U 72,
- Essen-Überruhr – Essen-Kupferdreh von der S 9,
- Bochum-Dahlhausen – Hattingen von der S 3 sowie
- Schwerte–Warburg vom Sauerland-Express (RE 17) und Dortmund-Sauerland-Express (RE 57) genutzt.

### Touristikeisenbahn
Die (mittlere) Ruhrtalbahn wird seit Anfang 2005 als Eisenbahn für den touristischen Linienverkehr auf dem Streckenabschnitt Bochum-Dahlhausen–Hattingen–Herbede–Wengern Ost–Hagen-Vorhalle–Hagen Hbf genutzt, nachdem bereits zwischen 1981 und 2004 das Eisenbahnmuseum Bochum-Dahlhausen in eigener Regie einen Museumszugverkehr zwischen Hattingen und Wengern Ost bzw. Oberwengern betrieben hatte. Eigentümer des Streckenabschnitts Hattingen – Wengern Ost (17,2 km) ist der Regionalverband Ruhr, welcher für die Vorhaltung der Ruhrtalstrecke im Jahr 2004 die TouristikEisenbahnRuhrgebiet GmbH – TER gegründet hat. Die TER ist als Eisenbahninfrastrukturunternehmen entsprechend den gesetzlichen Vorgaben verpflichtet, ihre Strecke als öffentliche Eisenbahninfrastruktur allen Eisenbahnverkehrsunternehmen diskriminierungsfrei zur Verfügung zu stellen. In der touristischen Saison wird die Ruhrtalstrecke jedoch hauptsächlich von historischen Dampfzügen des Eisenbahnmuseums Bochum-Dahlhausen oder von nostalgischen Schienenbussen befahren.
Betreiberin der touristischen Linienverkehre war bis zum Juli 2019 die RuhrtalBahn Betriebsgesellschaft mbH mit Sitz in Münster. 2007 nutzten 40.000 Menschen Schienenbus oder Dampfzug zwischen Bochum-Dahlhausen und Hagen. Seit September 2019 führt das Eisenbahnunternehmen Railflex gemeinsam mit dem Eisenbahnmuseum Bochum-Dahlhausen den touristischen Verkehr von Bochum Dahlhausen bis Wengern Ost durch.

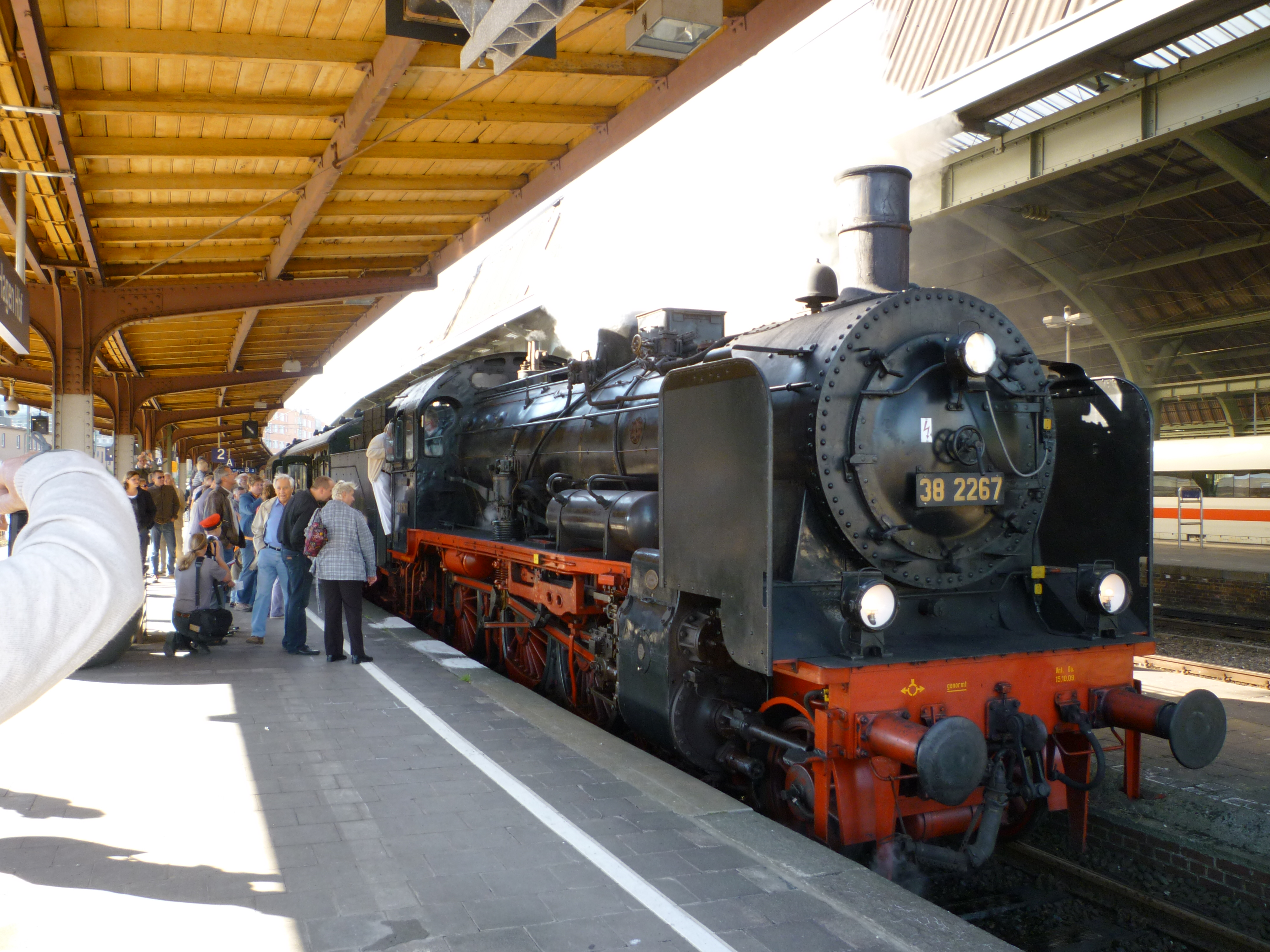
Dampfzug der RuhrtalBahn in Hagen Hbf
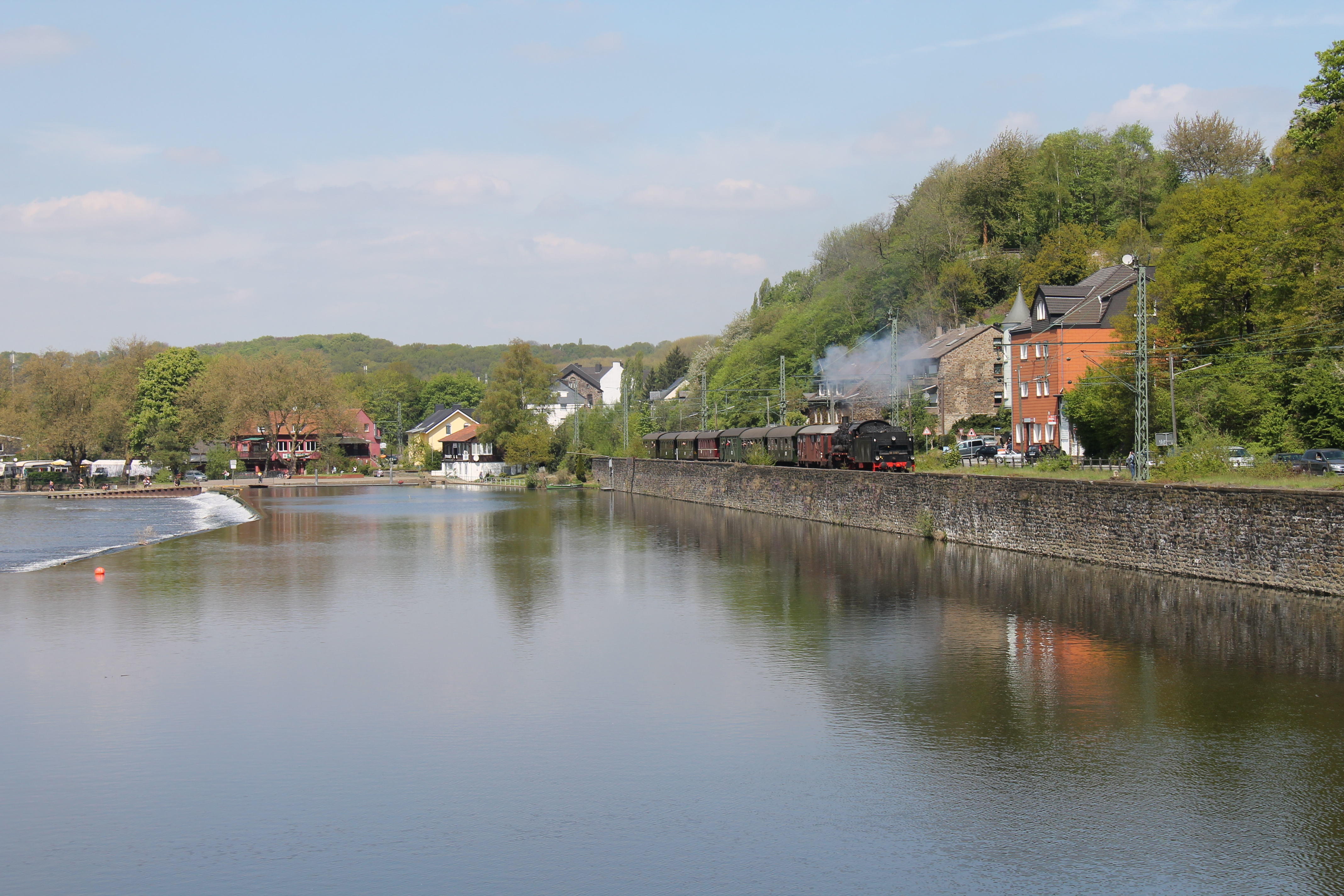
Die Ruhrtalbahn bei Bochum-Dahlhausen
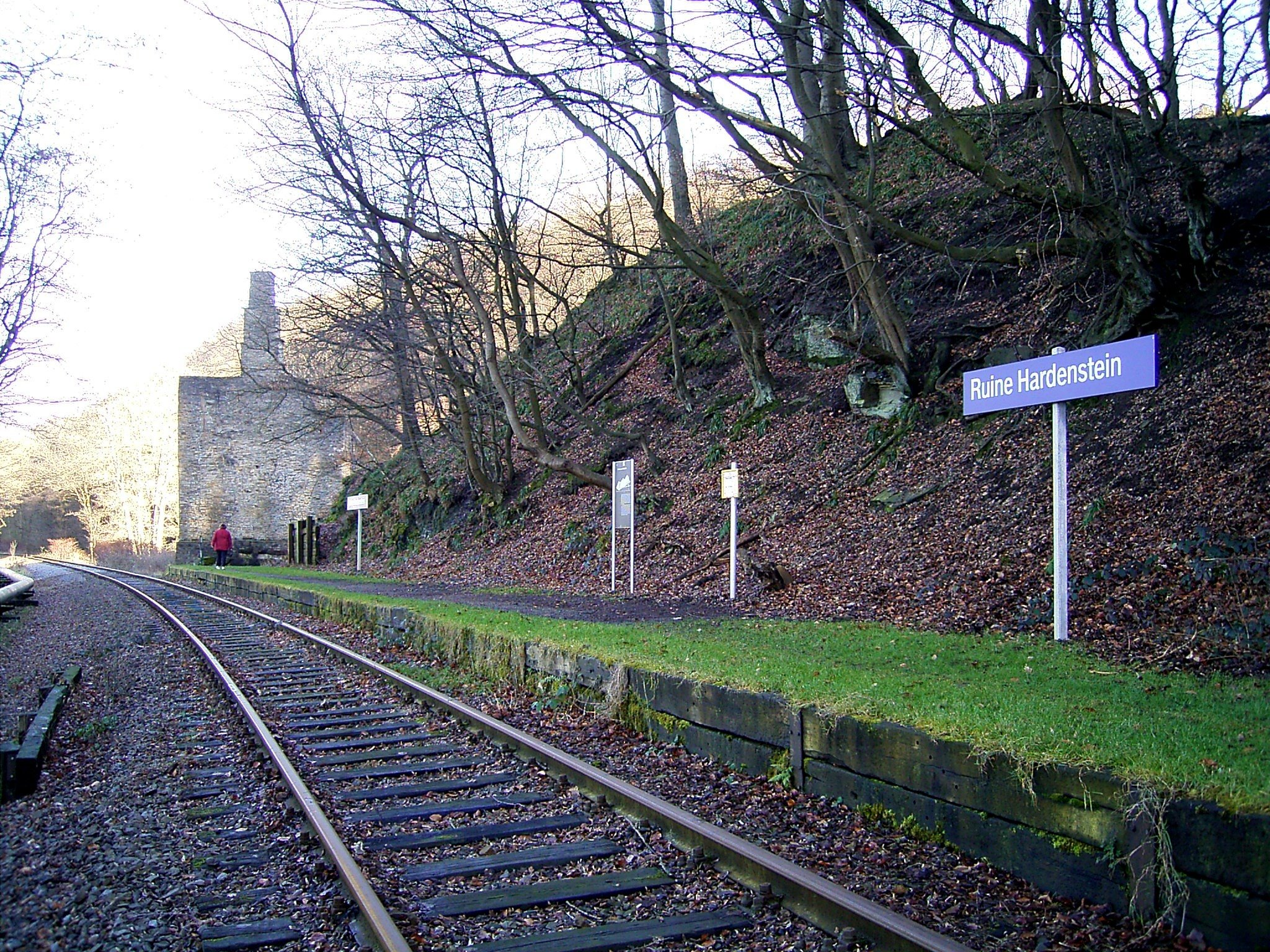
Haltepunkt Ruine Hardenstein
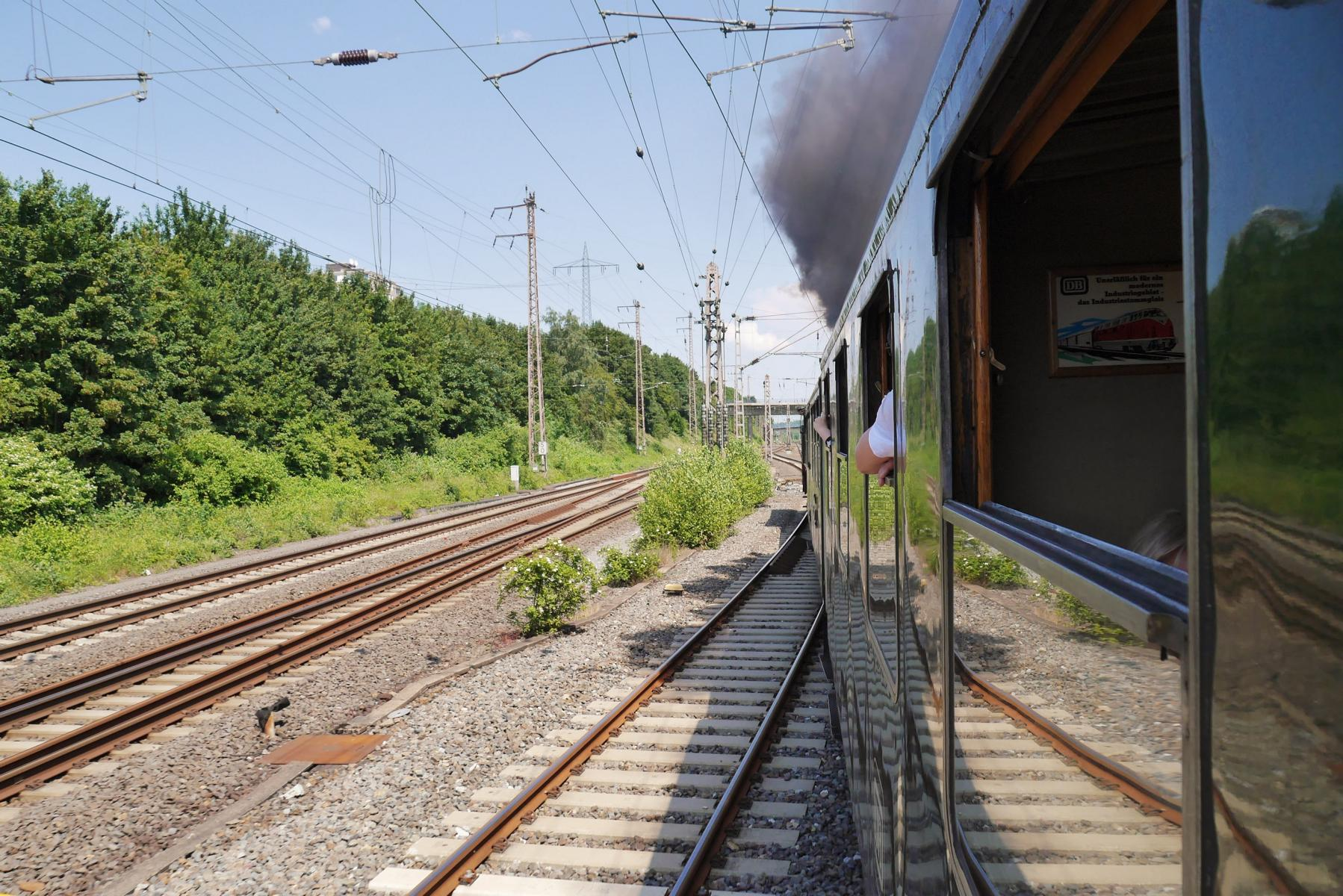
Historischer Dampfzug – kurz vor der Einfahrt in den Bahnhof Hagen-Vorhalle

### Güterverkehr
Neben den touristischen Verkehren findet auf der TER-Strecke werktäglich Güterverkehr für ein Speditions- und Logistikunternehmen in Hattingen und einen Metallschrott-Recycling-Großbetrieb in Herbede statt, der von DB Cargo durchgeführt wird. Ab 2021 wurde der Bahnhof Herbede von Railflex als Umschlagplatz für Borkenkäferholz genutzt, das von dort aus mit Güterzügen abtransportiert wurde.

### Folgenutzungen
Auf einem Teilabschnitt der mittleren Ruhrtalbahn verläuft neben der Strecke zwischen der Ruine Hardenstein und Wengern in der Lage eines ehemaligen zweiten Streckengleises der RuhrtalRadweg, der in den Jahren 2005 bis 2006 vom Regionalverband Ruhr errichtet wurde.

## Wiederaufnahme des Personenverkehrs
Seit Juli 2020 wird überprüft, ob der Abschnitt Hattingen–Hagen für den Schienenpersonennahverkehr wieder reaktiviert werden soll. Dazu wurde eine Machbarkeitsstudie erstellt, die neben der Verbindung Hattingen–Hagen auch die Anbindung des Wittener Hauptbahnhofes über das Ruhrviadukt der Elbschetalbahn berücksichtigt. Laut dem „NRW-Zielnetz 2032“ soll der Abschnitt Hattingen–Hagen durch den Personenverkehr (halbstündlicher RE 14) wieder bedient werden. Zwischen Witten Hbf und Hagen soll zusätzlich die RB 40 stündlich über die Ruhrtalbahn geführt werden. Dabei sind auf dem gemeinsamen Abschnitt von RB 40 und RE 14 von Hagen bis Wengern der Halt im Bahnhof Vorhalle und drei weitere Halte vorgesehen. Auf dem nur durch den RE 14 zu bedienenden Abschnitt zwischen Wengern und Hattingen sind drei weitere Halte vorgesehen.
Darauf aufbauend ist im „NRW-Zielnetz 2040“ anstelle des RE 14 eine neue Linie S 22 auf dem Abschnitt vorgesehen, die vertaktet mit der S 9 ins nördliche Ruhrgebiet durchgebunden werden soll. Die RB 40 über Witten Hbf soll dann ebenfalls halbstündlich verkehren. Die Machbarkeitsstudie ergab 2023 ein positives Ergebnis, die Planung soll weiter verfolgt werden. Laut dem im März 2023 veröffentlichten „VRR-Zielnetz 2040“ sollen von der S22 folgende Haltestellen zwischen Hattingen und Hagen-Vorhalle neu bedient werden: Hattingen-Henrichshütte, Blankenstein, Herbede, Bommern, Wengern Ost, Oberwengern und Volmarstein.